# Ammophila leclercqi
Ammophila leclercqi är en biart som beskrevs av Menke 1964. Ammophila leclercqi ingår i släktet Ammophila och familjen grävsteklar. Inga underarter finns listade i Catalogue of Life.